# Fort du Lomont

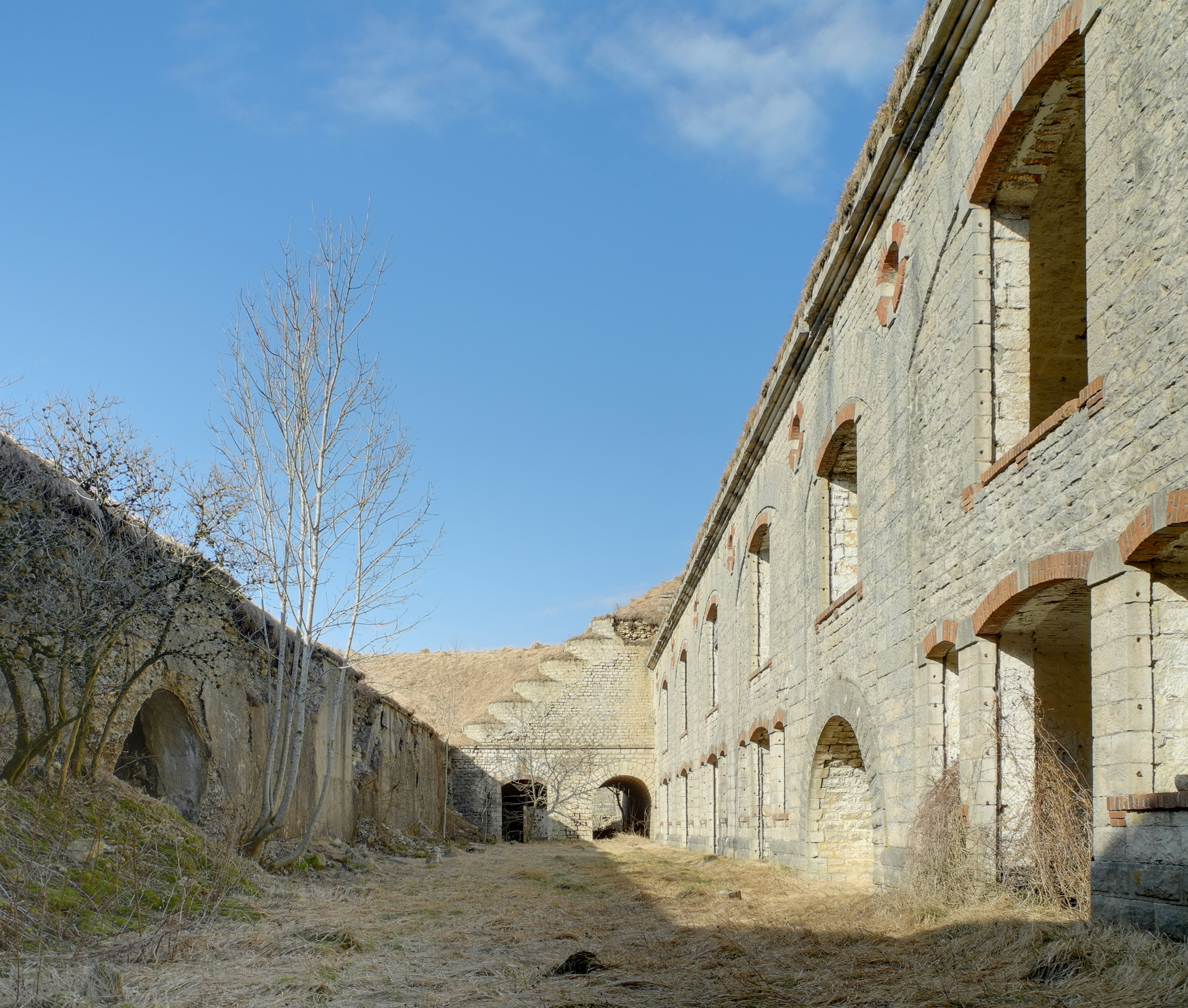
Binnenplaats van het fort

Het Fort du Lomont,  of officieel: Fort Baraguay van Hilliers, is een verdedigingswerk in het Franse departement Doubs in de regio Bourgogne-Franche-Comté.  Het fort is een onderdeel van de Fortifications de l'Est. Het ligt in het Lomontmassief in de Jura, in de gemeente Pierrefontaine-lès-Blamont tussen de plaatsen Chamesol, Montécheroux en Pierrefontaine-lès-Blamont.
Het is gebouwd tussen 1875 en 1878 en maakt onderdeel uit van het Séré de Rivières-systeem en meer specifiek van het môle défensif du Lomont. Dit systeem werd voor het eerst gebruikt tijdens de Eerste Wereldoorlog.